# Pachurowo
Pachurowo (ros. Пахурово) – wieś (dieriewnia) w Rosji, w obwodzie archangielskim, w rejonie pinieskim. W 2010 liczyła 75 mieszkańców.